# Differimento
In psicologia, differimento indica il rinvio di un'azione rispetto alla stimolazione interna o esterna che la promuove. Il termine è impiegato in psicologia sperimentale e in psicoanalisi.
1. In psicologia sperimentale: I.M.L. Hunter, obbligando la cavia ad agire qualche tempo dopo la cessazione dello stimolo, ha quantificato, grazie al differimento dell'azione, il tempo in cui lo stimolo rimane in memoria.
2. In psicoanalisi: Il differimento si riferisce alla soddisfazione della pulsione il cui rinvio segna il passaggio dal principio di piacere al principio di realtà. Il differimento va distinto dalla posposizione, che è uno spostamento temporale della reazione affettiva allo scopo di difendersi dall'affetto.

Nella teoria di Sigmund Freud il differimento del soddisfacimento consente l'esecuzione di esperimenti mentali che saggiano le diverse vie possibili di soddisfacimento.  